# Jay Tabb
Jay Anthony Tabb (né le 21 février 1984 à Tooting, dans la banlieue de Londres, en Angleterre), est un footballeur irlandais. Il évolue actuellement au poste de milieu de terrain ou d'ailier. Son dernier club était Ipswich Town.
Il compte aussi sept sélections en équipe de république d'Irlande espoirs de football.

## Biographie
Jay Tabb est formé au club londonien de Crystal Palace, mais celui-ci le laisse libre en 2000. Il signe son premier contrat professionnel la même année à Brentford qui évolue alors en troisième division. Son entraîneur Steve Coppell a toute confiance en ses qualités au point d'en faire un titulaire de l'équipe, alors que Tabb n'a que 17 ans. Dans ces conditions, il prolonge son contrat jusqu'en 2005. Au total, ce sont plus de 150 matchs qu'il joue pour le club entre 2000 et 2006. Dans ses dernières années à Brentford, il est appelé en équipe de république d'Irlande espoirs de football, pour laquelle il compte sept sélections.
Alors que son contrat se termine, Tabb signe le 1er juillet 2006 à Coventry City. Il joue son premier match avec sa nouvelle équipe le 12 août 2006 (défaite 1-0 sur le terrain de Cardiff City). Lors de ce match, il entre à la 18e minute en remplacement d'Adam Virgo, blessé.
En septembre 2007, il figure dans une liste de joueurs pré-sélectionnés pour le titre de meilleur joueur de Championship (deuxième division), mais le titre échoit finalement à Freddy Eastwood. Il se révèle pleinement durant la saison qui suit et remporte le titre de meilleur joueur de l'équipe de Coventry City, accordé par les supporters du club. Suscitant l'intérêt de plusieurs clubs, Tabb joue en 2008-2009 sa dernière saison à Coventry. L'entraîneur du club Chris Coleman révèle en décembre 2008 que Tabb s'apprête à quitter le club lors du marché des transferts suivant.
C'est ainsi que, en janvier 2009, le Reading Football Club, dirigé par l'ancien entraîneur de Tabb, Steve Coppell, se manifeste pour s'attacher ses services et le jeune joueur signe un contrat de deux ans et demi.

## Palmarès
Reading
- Championship (D2)
  - Champion : 2012

## Distinction personnelle
- Meilleur joueur de Coventry City
  - Vainqueur : 2007-2008